# AB Большого Пса
AB Большого Пса (лат. AB Canis Majoris) — одиночная переменная звезда в созвездии Большого Пса на расстоянии приблизительно 10886 световых лет (около 3338 парсеков) от Солнца. Видимая звёздная величина звезды — от +14,5m до +13,5m.

## Характеристики
AB Большого Пса — пульсирующая переменная звезда типа RR Лиры (RRAB).